# Iglesia de San José (Siena)
La iglesia de San José (en italiano: Chiesa di San Giuseppe) es una iglesia católica italiana en el terzo di Città de Siena, Toscana, dedicada a José de Nazaret.

## Historia
La iglesia fue construida en nombre de la Universidad de Siena para el gremio de carpinteros, que recibió el área y el permiso para construir la iglesia en 1517. La construcción comenzó en 1521, el arquitecto fue Baldassarre Giusti de San Quirico d'Orcia. La iglesia se completó con la finalización de la fachada en 1653. El constructor de la cúpula octogonal no está claro; se atribuye a Baldassarre Peruzzi o Bartolomeo Neroni. La iglesia fue la del gremio de carpinteros hasta que fue prohibida por Leopoldo II del Sacro Imperio Romano Germánico el 30 de agosto de 1777. 
De 1778 a 1785 albergó la Congregazione dei cento fratelli della Buona Morte, hasta que también fue disuelta. Luego, la iglesia pasó a ser propiedad completa de la contrada, que abandonó la iglesia de San Salvador. La primera reunión tuvo lugar aquí el 17 de junio de 1787. La pila bautismal, que sirve para bautizar a los nuevos miembros de la contrada, es de Algero Rosi y las pinturas del escudo de Vittorio Conti. Las decoraciones de bronce son de 1972 y son de Alfonso Buoninsegni.

## Arquitectura
La fachada, al igual que las otras paredes exteriores, está hecha de ladrillo visto con dos órdenes superpuestos divididos por tiras apilastradas y fue creada ese año por Benedetto Giovannelli. Sobre la puerta de entrada hay un busto de mármol que representa a José, realizado por Tommaso Redi.
El interior es de planta de cruz griega, coronado por una cúpula octogonal con linterna. La decoración se atribuye a la familia de Giussepe Nicola Nasini y los lienzos son de Stefano Marzi  y Dionisio Montorselli. La cripta, octogonal una sala del siglo XVI, alberga el museo de la contrada dell'Onda con varias estatuas de Giovanni Dupré y carteles ganados el Palio de Siena.

## Galería

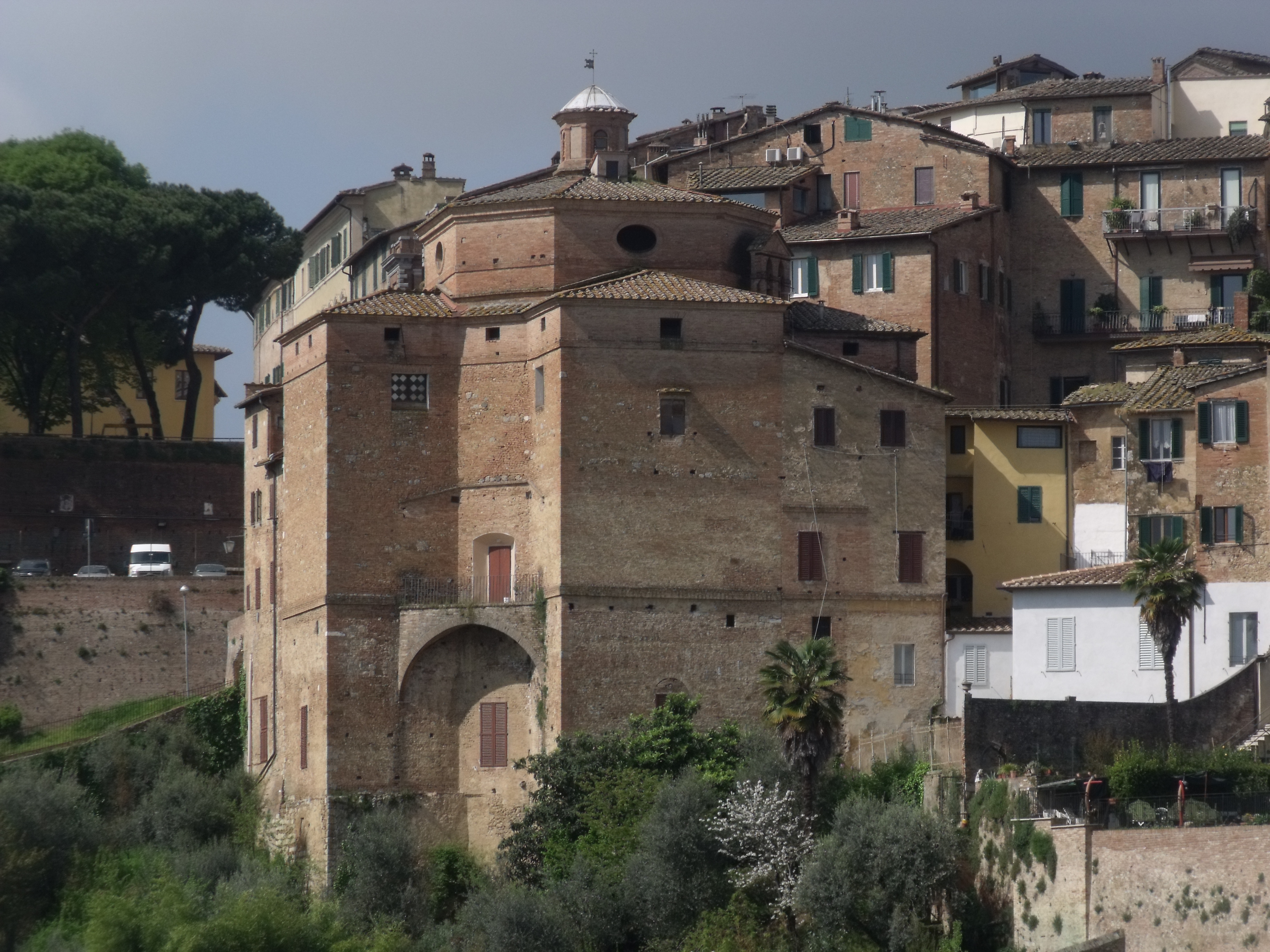
Vista trasera de la iglesia
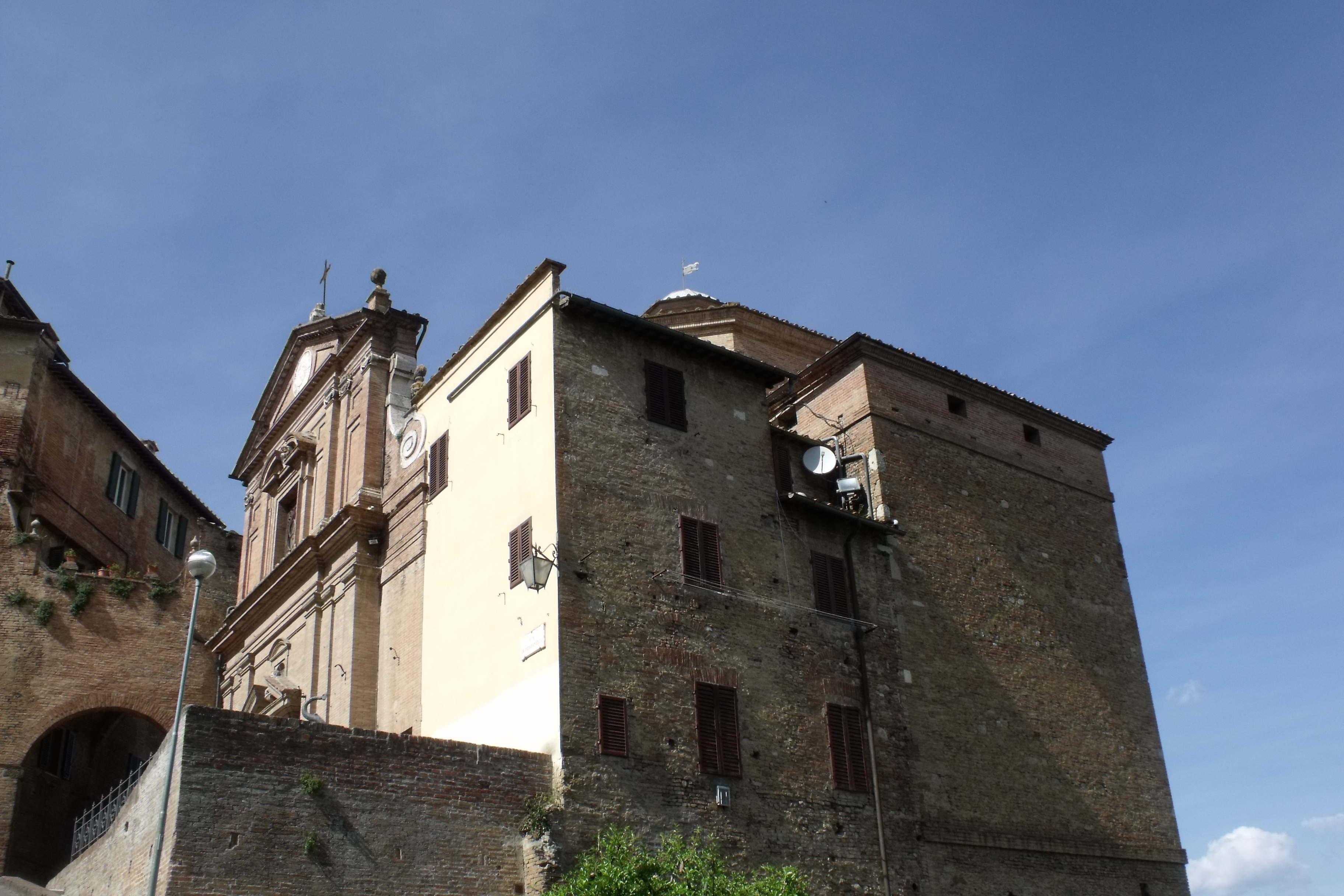
Lateral de la iglesia
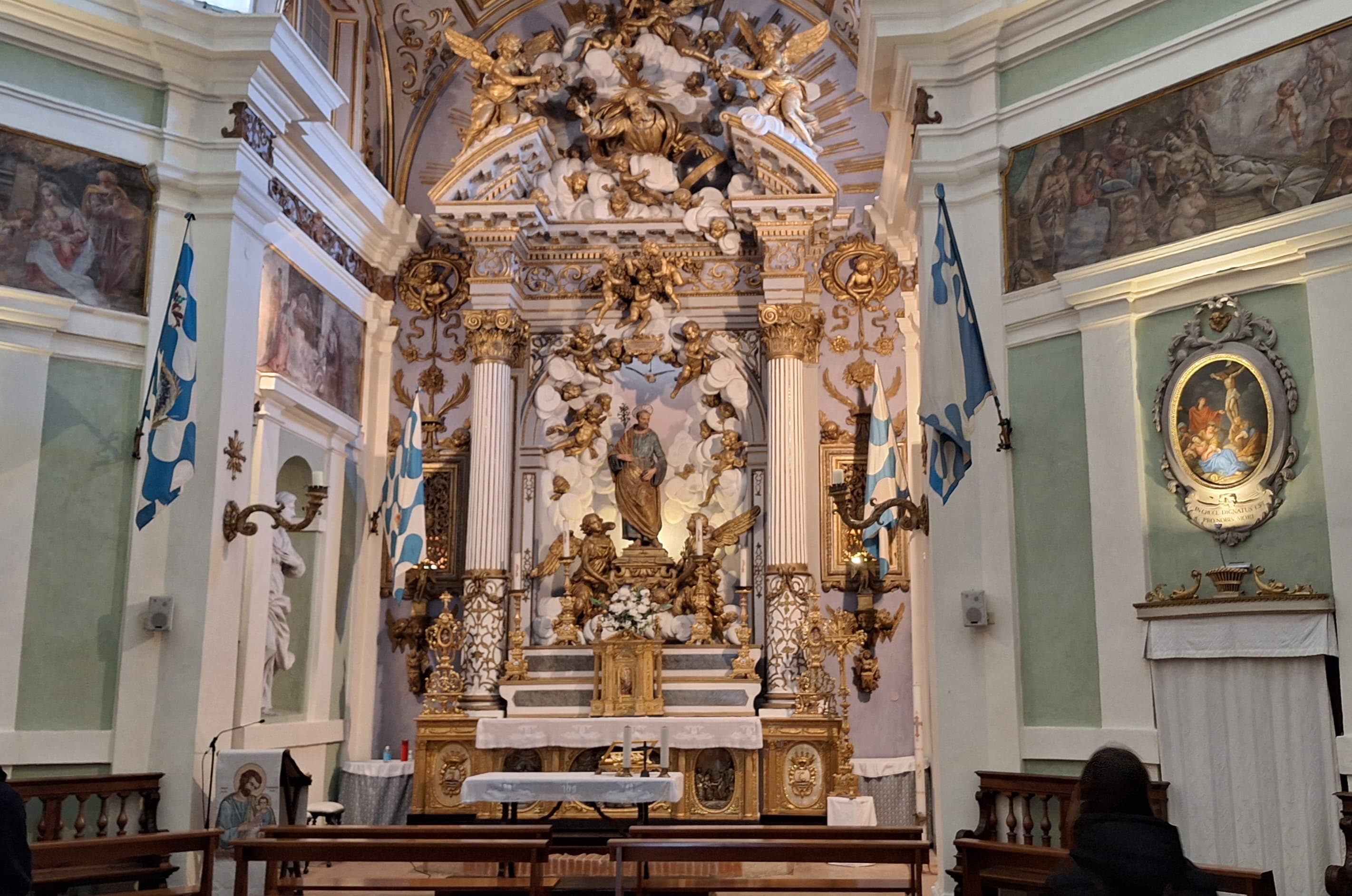
Altar principal